# Equador nos Jogos Pan-Americanos de 2015
Equador competiu nos Jogos Pan-Americanos de 2015 em Toronto de 10 a 26 de julho de 2015. O país competiu em 8 esportes com 163 atletas e conquistou 7 medalhas de ouro.